# Грот Лермонтова
Грот Лермонтова — достопримечательность на востоке города Пятигорска.
В 1829 году во время устройства Емануелевского парка братьями Бернардацци были сделаны два романтических грота: большой и малый.
Большой грот имеет естественное происхождение — небольшую пещеру лишь углубили. Первоначально назывался грот Калипсо.
В 1860-х годах его начали называть Лермонтовским, так как считали, что отсюда писатель любил наблюдать за «водяным обществом».

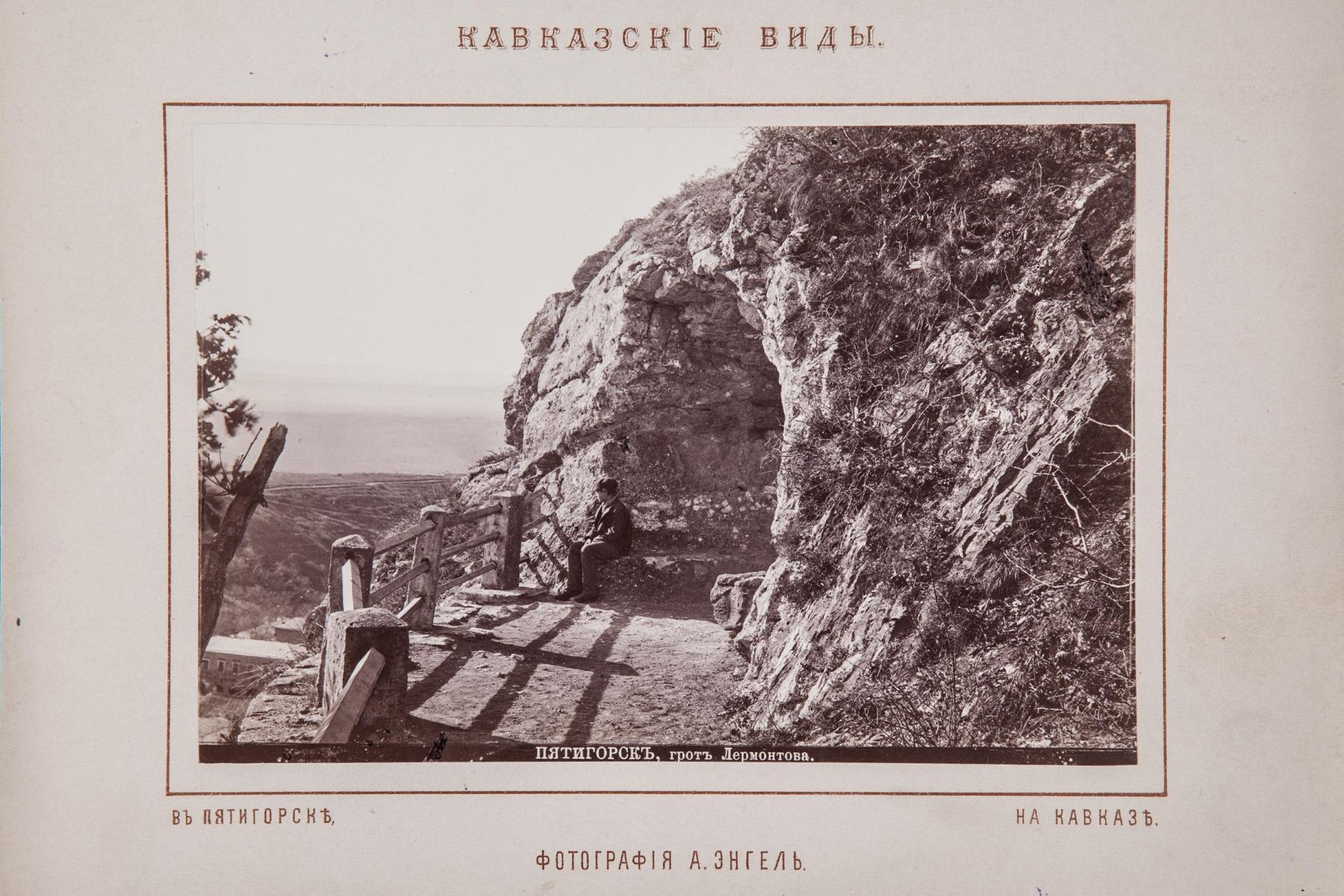
Грот Лермонтова в 1878 году

Малый грот был устроен на северном склоне г. Горячая. Есть предположение, что именно этот грот был описан в «Герое нашего времени» как место случайной встречи Печорина и Веры. Впоследствии свод грота обрушился, остатки ниши с каменной скамьёй можно обнаружить позади Академической галереи.
В известном фильме Леонида Гайдая «12 стульев» в «роли» Провала был снят Грот Лермонтова; именно здесь, у решётки, Бендер продаёт билеты.